# Sentimenti (famiglia)
La famiglia Sentimenti è una famiglia italiana che comprende nella sua genesi giocatori e allenatori di calcio.

Da sinistra Vittorio, Lucidio e Primo.

## Componenti
I componenti più noti sono:
- Ennio Sentimenti detto Sentimenti I
- Arnaldo Sentimenti detto Sentimenti II detto anche "Noci"
- Vittorio Sentimenti detto Sentimenti III detto anche "Cec"
- Lucidio Sentimenti detto Sentimenti IV detto anche "Cochi"
- Primo Sentimenti detto Sentimenti V detto anche "Pagaia"
- Lino Sentimenti detto Sentimenti VI (cugino dei cinque)
- Roberto Sentimenti detto Sentimenti VII (figlio di Lucidio)
- Andrea Sentimenti detto Sentimenti VIII (nipote di Lino)

## Albero genealogico
|  |  |                   |                   |                   |                   |                   |                   |  |  |                                                      |                                                      |                                                      |                                                      |                                                      |                                                      |                |                | Pompeo Sentimenti                                        | Pompeo Sentimenti                                        | Pompeo Sentimenti                                        | Pompeo Sentimenti                                        | Pompeo Sentimenti                                        | Pompeo Sentimenti                                        |  |  |                                                       |                                                       |                                                       |                                                       | Teodolinda Pacchioni                                  | Teodolinda Pacchioni                                  | Teodolinda Pacchioni | Teodolinda Pacchioni | Teodolinda Pacchioni                                  | Teodolinda Pacchioni                                  |                                                       |                                                       |                                                       |                                                       |                    |                    |                                                  |                                                  |                                                  |                                                  |                                                  |                                                  |               |               |               |               |               |               |  |  |  |  |
|  |  |                   |                   |                   |                   |                   |                   |  |  |                                                      |                                                      |                                                      |                                                      |                                                      |                                                      |                |                | Pompeo Sentimenti                                        | Pompeo Sentimenti                                        | Pompeo Sentimenti                                        | Pompeo Sentimenti                                        | Pompeo Sentimenti                                        | Pompeo Sentimenti                                        |  |  |                                                       |                                                       |                                                       |                                                       | Teodolinda Pacchioni                                  | Teodolinda Pacchioni                                  | Teodolinda Pacchioni | Teodolinda Pacchioni | Teodolinda Pacchioni                                  | Teodolinda Pacchioni                                  |                                                       |                                                       |                                                       |                                                       |                    |                    |                                                  |                                                  |                                                  |                                                  |                                                  |                                                  |               |               |               |               |               |               |  |  |  |  |
|  |  |                   |                   |                   |                   |                   |                   |  |  |                                                      |                                                      |                                                      |                                                      |                                                      |                                                      |                |                |                                                          |                                                          |                                                          |                                                          |                                                          |                                                          |  |  |                                                       |                                                       |                                                       |                                                       |                                                       |                                                       |                      |                      |                                                       |                                                       |                                                       |                                                       |                                                       |                                                       |                    |                    |                                                  |                                                  |                                                  |                                                  |                                                  |                                                  |               |               |               |               |               |               |  |  |  |  |
|  |  |                   |                   |                   |                   |                   |                   |  |  |                                                      |                                                      |                                                      |                                                      |                                                      |                                                      |                |                |                                                          |                                                          |                                                          |                                                          |                                                          |                                                          |  |  |                                                       |                                                       |                                                       |                                                       |                                                       |                                                       |                      |                      |                                                       |                                                       |                                                       |                                                       |                                                       |                                                       |                    |                    |                                                  |                                                  |                                                  |                                                  |                                                  |                                                  |               |               |               |               |               |               |  |  |  |  |
|  |  | Arturo Sentimenti | Arturo Sentimenti | Arturo Sentimenti | Arturo Sentimenti | Arturo Sentimenti | Arturo Sentimenti |  |  |                                                      |                                                      |                                                      |                                                      | Augusta Fregni                                       | Augusta Fregni                                       | Augusta Fregni | Augusta Fregni | Augusta Fregni                                           | Augusta Fregni                                           |                                                          |                                                          |                                                          |                                                          |  |  |                                                       |                                                       |                                                       |                                                       |                                                       |                                                       |                      |                      |                                                       |                                                       | Antonio Sentimenti                                    | Antonio Sentimenti                                    | Antonio Sentimenti                                    | Antonio Sentimenti                                    | Antonio Sentimenti | Antonio Sentimenti |                                                  |                                                  |                                                  |                                                  |                                                  |                                                  | Rosa Molinari | Rosa Molinari | Rosa Molinari | Rosa Molinari | Rosa Molinari | Rosa Molinari |  |  |  |  |
|  |  | Arturo Sentimenti | Arturo Sentimenti | Arturo Sentimenti | Arturo Sentimenti | Arturo Sentimenti | Arturo Sentimenti |  |  |                                                      |                                                      |                                                      |                                                      | Augusta Fregni                                       | Augusta Fregni                                       | Augusta Fregni | Augusta Fregni | Augusta Fregni                                           | Augusta Fregni                                           |                                                          |                                                          |                                                          |                                                          |  |  |                                                       |                                                       |                                                       |                                                       |                                                       |                                                       |                      |                      |                                                       |                                                       | Antonio Sentimenti                                    | Antonio Sentimenti                                    | Antonio Sentimenti                                    | Antonio Sentimenti                                    | Antonio Sentimenti | Antonio Sentimenti |                                                  |                                                  |                                                  |                                                  |                                                  |                                                  | Rosa Molinari | Rosa Molinari | Rosa Molinari | Rosa Molinari | Rosa Molinari | Rosa Molinari |  |  |  |  |
|  |  |                   |                   |                   |                   |                   |                   |  |  |                                                      |                                                      |                                                      |                                                      |                                                      |                                                      |                |                |                                                          |                                                          |                                                          |                                                          |                                                          |                                                          |  |  |                                                       |                                                       |                                                       |                                                       |                                                       |                                                       |                      |                      |                                                       |                                                       |                                                       |                                                       |                                                       |                                                       |                    |                    |                                                  |                                                  |                                                  |                                                  |                                                  |                                                  |               |               |               |               |               |               |  |  |  |  |
|  |  |                   |                   |                   |                   |                   |                   |  |  |                                                      |                                                      |                                                      |                                                      |                                                      |                                                      |                |                |                                                          |                                                          |                                                          |                                                          |                                                          |                                                          |  |  |                                                       |                                                       |                                                       |                                                       |                                                       |                                                       |                      |                      |                                                       |                                                       |                                                       |                                                       |                                                       |                                                       |                    |                    |                                                  |                                                  |                                                  |                                                  |                                                  |                                                  |               |               |               |               |               |               |  |  |  |  |
|  |  | Ennio Sentimenti  | Ennio Sentimenti  | Ennio Sentimenti  | Ennio Sentimenti  | Ennio Sentimenti  | Ennio Sentimenti  |  |  | Arnaldo Sentimenti (24 maggio 1914 - 12 giugno 1997) | Arnaldo Sentimenti (24 maggio 1914 - 12 giugno 1997) | Arnaldo Sentimenti (24 maggio 1914 - 12 giugno 1997) | Arnaldo Sentimenti (24 maggio 1914 - 12 giugno 1997) | Arnaldo Sentimenti (24 maggio 1914 - 12 giugno 1997) | Arnaldo Sentimenti (24 maggio 1914 - 12 giugno 1997) |                |                | Vittorio Sentimenti (18 agosto 1918 - 27 settembre 2004) | Vittorio Sentimenti (18 agosto 1918 - 27 settembre 2004) | Vittorio Sentimenti (18 agosto 1918 - 27 settembre 2004) | Vittorio Sentimenti (18 agosto 1918 - 27 settembre 2004) | Vittorio Sentimenti (18 agosto 1918 - 27 settembre 2004) | Vittorio Sentimenti (18 agosto 1918 - 27 settembre 2004) |  |  | Lucidio Sentimenti (1 luglio 1920 - 28 novembre 2014) | Lucidio Sentimenti (1 luglio 1920 - 28 novembre 2014) | Lucidio Sentimenti (1 luglio 1920 - 28 novembre 2014) | Lucidio Sentimenti (1 luglio 1920 - 28 novembre 2014) | Lucidio Sentimenti (1 luglio 1920 - 28 novembre 2014) | Lucidio Sentimenti (1 luglio 1920 - 28 novembre 2014) |                      |                      | Primo Sentimenti (28 dicembre 1926 - 13 ottobre 2016) | Primo Sentimenti (28 dicembre 1926 - 13 ottobre 2016) | Primo Sentimenti (28 dicembre 1926 - 13 ottobre 2016) | Primo Sentimenti (28 dicembre 1926 - 13 ottobre 2016) | Primo Sentimenti (28 dicembre 1926 - 13 ottobre 2016) | Primo Sentimenti (28 dicembre 1926 - 13 ottobre 2016) |                    |                    | Lino Sentimenti (25 giugno 1929 - 9 luglio 2020) | Lino Sentimenti (25 giugno 1929 - 9 luglio 2020) | Lino Sentimenti (25 giugno 1929 - 9 luglio 2020) | Lino Sentimenti (25 giugno 1929 - 9 luglio 2020) | Lino Sentimenti (25 giugno 1929 - 9 luglio 2020) | Lino Sentimenti (25 giugno 1929 - 9 luglio 2020) |               |               |               |               |               |               |  |  |  |  |

## Storia

Arnaldo Sentimenti

La famiglia Sentimenti è originaria di Bomporto, si tratta di quattro sorelle e cinque fratelli, di cui quattro arrivati a giocare in Serie A, il massimo livello del calcio italiano. Il primo dei fratelli a giocare in serie A fu Arnaldo Sentimenti che esordì nel Napoli e con cui collezionerà in A 195 presenze. Arnaldo, conosciuto come para-rigori, nella stagione 1941-42 collezionò 9 rigori parati consecutivi. Per ironia della sorte, fu suo fratello Lucidio a interrompere quella serie, realizzando dal dischetto in un Napoli-Modena 2-1. Tra l'ilarità generale, Arnaldo, sentendosi offeso, cominciò a rincorrere il fratello minore per il campo. Nel campionato 1945-1946 mantenne la porta napoletana inviolata per 800 minuti. Vittorio invece riuscì a vincere la classifica marcatori nella Serie B 1937-1938 e con la Juventus vincerà la Coppa Italia 1941-1942. L'anno successivo al trionfo in coppa anche il fratello Lucidio arriverà nella squadra bianconera e ci rimarrà fino al 1949. Sentimenti IV fu il primo portiere goleador nella storia calcistica italiana e venne schierato per due incontri del campionato misto 1945-46 come giocatore di movimento, in particolare nel ruolo di ala, segnando una rete.  Primo Sentimenti invece riuscì a giocare 330 presenze in A condite da 27 gol. L'8 settembre 2011 all'inaugurazione dello Juventus Stadium era presente Lucidio Sentimenti, il quale era stato inscritto insieme ad altri 49 giocatori nel "Cammino delle stelle" sorta di Walk of fame juventina, all'ingresso in campo venne accolto con una standing ovation. Fino al suo decesso, avvenuto nel 2014 all'età di 94 anni, era il più anziano fra i calciatori italiani viventi ad aver militato in Nazionale.

## Sentimenti e la Nazionale di calcio italiana
L'unico della famiglia a vestire la maglia della nazionale azzurra fu Lucidio Sentimenti (Sentimenti IV), che collezionò nove presenze con la partecipazione al mondiale del 1950 e alla Coppa Internazionale 1948-1953.

## Palmarès

### Titoli da calciatori
Vittorio Sentimenti
- Coppa Italia: 1

Juventus: 1941-1942
- Campionato italiano di Serie B: 1

Modena: 1937-1938
- Capocannoniere della Serie B: 1

1940-1941 (24 gol, insieme a Renato Gei)
- Capocannoniere della Coppa Italia: 1

1942-1943 (5 gol)
Lucidio Sentimenti
- Campionato italiano di Serie B: 1

L.R. Vicenza: 1954-1955

### Titoli da allenatori
Arnaldo Sentimenti
- Serie C: 1

Stabia: 1950-1951
- Serie D: 1

Casertana: 1963-1964